# فينيتسا
فينيتسا أو فِنِتسَة هي مدينة تقع في وسط أوكرانيا، عاصمة محافظة فنتسة عدد سكانها 362.5 ألف نسمة (2006). تبلغ مساحتها 61 كيلومتر مربع. فيها جامعة وطنية طبية. يشق المدينة نهر صغير يدعى اليوجني بوغ أو نهر بوك الجنوبي . وهي أيضاً كتاريخ عاش فيها الكثير من الأطباء الروس مثل بيروغوف وزابولوتني الذين اسسوا جامعة وكلية صحية في هذه المدينة، وهي تحتضن العديد من الجاليات العربية وخاصة من العراق والأردن وفلسطين وسوريا ومصر.;كما يوجد فيها جامعة تكنولوجية.

## المناخ
يظهر الجدول التالي التغييرات المناخية على مدار السنة لفينيتسا:
| البيانات المناخية لـفينيتسا                                            | البيانات المناخية لـفينيتسا | البيانات المناخية لـفينيتسا | البيانات المناخية لـفينيتسا | البيانات المناخية لـفينيتسا | البيانات المناخية لـفينيتسا | البيانات المناخية لـفينيتسا | البيانات المناخية لـفينيتسا | البيانات المناخية لـفينيتسا | البيانات المناخية لـفينيتسا | البيانات المناخية لـفينيتسا | البيانات المناخية لـفينيتسا | البيانات المناخية لـفينيتسا | البيانات المناخية لـفينيتسا |
| الشهر                                                                  | يناير                       | فبراير                      | مارس                        | أبريل                       | مايو                        | يونيو                       | يوليو                       | أغسطس                       | سبتمبر                      | أكتوبر                      | نوفمبر                      | ديسمبر                      | المعدل السنوي               |
| ---------------------------------------------------------------------- | --------------------------- | --------------------------- | --------------------------- | --------------------------- | --------------------------- | --------------------------- | --------------------------- | --------------------------- | --------------------------- | --------------------------- | --------------------------- | --------------------------- | --------------------------- |
| الدرجة القصوى °م (°ف)                                                  | 11.6 (52.9)                 | 17.3 (63.1)                 | 22.3 (72.1)                 | 29.4 (84.9)                 | 32.2 (90.0)                 | 35.0 (95.0)                 | 37.8 (100.0)                | 37.3 (99.1)                 | 36.5 (97.7)                 | 28.6 (83.5)                 | 19.9 (67.8)                 | 15.4 (59.7)                 | 37.8 (100.0)                |
| متوسط درجة الحرارة الكبرى °م (°ف)                                      | −1.4 (29.5)                 | −0.3 (31.5)                 | 5.1 (41.2)                  | 13.4 (56.1)                 | 20.1 (68.2)                 | 22.7 (72.9)                 | 24.8 (76.6)                 | 24.3 (75.7)                 | 18.7 (65.7)                 | 12.4 (54.3)                 | 4.7 (40.5)                  | −0.4 (31.3)                 | 12.0 (53.6)                 |
| المتوسط اليومي °م (°ف)                                                 | −4.1 (24.6)                 | −3.3 (26.1)                 | 1.2 (34.2)                  | 8.3 (46.9)                  | 14.5 (58.1)                 | 17.4 (63.3)                 | 19.2 (66.6)                 | 18.6 (65.5)                 | 13.4 (56.1)                 | 7.8 (46.0)                  | 1.7 (35.1)                  | −2.8 (27.0)                 | 7.7 (45.9)                  |
| متوسط درجة الحرارة الصغرى °م (°ف)                                      | −6.7 (19.9)                 | −6.1 (21.0)                 | −2.2 (28.0)                 | 3.7 (38.7)                  | 9.1 (48.4)                  | 12.3 (54.1)                 | 14.1 (57.4)                 | 13.4 (56.1)                 | 8.9 (48.0)                  | 4.0 (39.2)                  | −0.8 (30.6)                 | −5.2 (22.6)                 | 3.7 (38.7)                  |
| أدنى درجة حرارة °م (°ف)                                                | −35.5 (−31.9)               | −33.6 (−28.5)               | −24.2 (−11.6)               | −12.7 (9.1)                 | −2.8 (27.0)                 | 2.5 (36.5)                  | 5.2 (41.4)                  | 1.5 (34.7)                  | −4.5 (23.9)                 | −11.4 (11.5)                | −24.6 (−12.3)               | −27.2 (−17.0)               | −35.5 (−31.9)               |
| الهطول مم (إنش)                                                        | 29 (1.1)                    | 28 (1.1)                    | 30 (1.2)                    | 45 (1.8)                    | 50 (2.0)                    | 94 (3.7)                    | 83 (3.3)                    | 67 (2.6)                    | 63 (2.5)                    | 30 (1.2)                    | 37 (1.5)                    | 35 (1.4)                    | 590 (23.2)                  |
| متوسط الأيام الممطرة                                                   | 7                           | 6                           | 10                          | 13                          | 14                          | 15                          | 15                          | 10                          | 12                          | 11                          | 12                          | 9                           | 134                         |
| متوسط الأيام المثلجة                                                   | 16                          | 16                          | 11                          | 3                           | 0.1                         | 0                           | 0                           | 0                           | 0                           | 1                           | 8                           | 14                          | 69                          |
| متوسط الرطوبة النسبية (%)                                              | 85                          | 83                          | 78                          | 68                          | 66                          | 72                          | 72                          | 71                          | 76                          | 80                          | 86                          | 88                          | 77                          |
| ساعات سطوع الشمس الشهرية                                               | 58                          | 70                          | 114                         | 171                         | 248                         | 255                         | 267                         | 261                         | 194                         | 132                         | 58                          | 41                          | 1٬869                       |
| المصدر #1: Pogoda.ru.net                                               |                             |                             |                             |                             |                             |                             |                             |                             |                             |                             |                             |                             |                             |
| المصدر #2: الإدارة الوطنية للمحيطات والغلاف الجوي (sun only 1961–1990) |                             |                             |                             |                             |                             |                             |                             |                             |                             |                             |                             |                             |                             |

## توأمة
لفينيتسا اتفاقيات توأمة مع كل من:
- كيلسي [16]
- زيورخ (2010 - )
- بيتربرة (1991 - )
- برمنغهام
- Rîbnița [الإنجليزية]‏
- بورصة
- ليبيتسك
- Nevsky District [الإنجليزية]‏
- بات يام
- ياش
- لوبلين
- بانيفيزيس (16 فبراير 2015 - )
- Panevėžys urban area [الإنجليزية]‏ (16 فبراير 2015 - )

## أعلام
- أندري بورياشوك
- ناثان ألتمان
- سيرغي بولياكوف
- فولوديمير غرويسمان
- هانا بيسمينسكا
- نيكولاي إيفانوفيتش بيروغوف